# Pedicellaster eximius
Pedicellaster eximius is een zeester uit de familie Pedicellasteridae.
De wetenschappelijke naam van de soort werd in 1949 gepubliceerd door Alexander Michailovitsch Djakonov.